# STS-28
إس تي إس-28 (بالإنجليزية: STS-28)‏ الرحلة الثلاثون ضمن برنامج مكوك الفضاء لوكالة ناسا، والرحلة الثامنة على متن مكوك الفضاء كولومبيا، انطلقت الرحلة في 8 أغسطس 1989 من مركز كينيدي للفضاء، وهبطت بعد خمسة أيام في الفضاء بتاريخ 13 أغسطس في قاعدة إدواردز الجوية، كانت الرحلة مخصصة لمصلحة وزارة دفاع وهي الرحلة الرابعة التي تطلقها ناسا لمصلحة وزارة الدفاع، بلغ عدد الرواد المشاركين في الرحلة خمسة رواد.